# Pinheiros
Pour les articles homonymes, voir Pinheiros (homonymie).
Le Pinheiros est un affluent du Rio Tietê qui traverse sur 25 kilomètres la ville de São Paulo, au Brésil. Jusqu'en 1920 et sa canalisation, le cours d'eau était connu sous le nom de Jurubat